# Conjunt espectral
En la teoria d'operador, un conjunt {\displaystyle X\subseteq \mathbb {C} } es diu que és un conjunt espectral (possiblement infinita) per a un operador lineal {\displaystyle T} en un espai de Banach si l'espectre de {\displaystyle T} està en {\displaystyle X} i la desigualtat de von Neumann sosté per {\displaystyle T} en {\displaystyle X} - és a dir, per a totes les funcions racionals {\displaystyle r(x)} sense pols en {\displaystyle X}
{\displaystyle \left\Vert r(T)\right\Vert \leq \left\Vert r\right\Vert _{X}=\sup \left\{\left\vert r(x)\right\vert :x\in X\right\}}
Aquest concepte està relacionat amb el tema del càlcul funcional analític dels operadors. En general, es vol obtenir més detalls sobre els operadors construïts a partir de les funcions amb l'operador original com la variable.